# Jean-Éric Schoettl
Jean-Éric Schoettl, né le 16 juin 1947, est un conseiller d'État français, et  a été secrétaire général du Conseil constitutionnel, de 1997 à 2007.

## Biographie
Diplômé en 1969 de l'École polytechnique et titulaire d'un DEA d'informatique, obtenu en 1970, et d'un doctorat en gestion des entreprises, obtenu en 1974, il commence sa carrière, de 1970 à 1976, comme maître de recherche en linguistique mathématique à Paris VIII. Il entre ensuite en 1977 à l’École nationale d’administration (promotion « Michel de l'Hospital »). À sa sortie, en 1979, il est affecté au Conseil d'État. Il est notamment chargé de l'informatisation de la Section du contentieux, puis est affecté, de 1983 à 1985, à la section de l'intérieur.
Nommé responsable du centre de documentation du Conseil d'État entre 1984 et 1985, il exerce les fonctions de conseiller technique au secrétariat général du gouvernement, de 1985 à 1989, puis de directeur général du Conseil supérieur de l'audiovisuel (CSA), de 1989 à 1992. De nouveau en poste, en 1992 et 1993, à la Section du contentieux du Conseil d'État, il est nommé directeur au secrétariat général du gouvernement,, puis succède à Olivier Schrameck en tant que secrétaire général du Conseil constitutionnel, de 1997 à 2007.
En 2007 et 2008, il est président suppléant de la section de l'Intérieur du Conseil d'État, puis président adjoint de la section de l'Intérieur à partir de 2008. Il est admis à faire valoir ses droits à la retraite en 2013, mais est maintenu en activité au-delà de la limite d'âge.
N'étant plus en activité au Conseil d’État, il est nommé vice-président de la Commission du secret de la Défense nationale (CSDN) le 12 février 2018 par décret du président de la République. Il est nommé président du comité statistique le 31 janvier 2018, en remplacement de Jean Gaeremynck. Il est ensuite désigné membre de la Commission d'éthique régionale de la région Île-de-France en remplacement de Daniel Labetoulle (aux côtés de Jacqueline de Guillenchmidt et de Philippe Bilger) par une délibération du conseil régional du 1er juin 2018.
Il est le frère de Christian Schoettl, homme politique et maire de la petite commune de Janvry, dans l’Essonne, depuis 1989.

## Œuvres et publications
Jean-Éric Schoettl est un membre de la doctrine publiciste française depuis les années 1990. Ses fonctions au Conseil d’État et au Conseil constitutionnel lui ont permis de commenter l'évolution du droit public contemporain.

### Ouvrage
- La Démocratie au péril des prétoires, Gallimard, « Le Débat », 2022.